# Edeala
Edeala is een geslacht van hooiwagens uit de familie Assamiidae.
De wetenschappelijke naam Edeala is voor het eerst geldig gepubliceerd door Roewer in 1927. 

## Soorten
Edeala is monotypisch en omvat slechts de volgende soort:
- Edeala palpiplus